# NGC 4491
NGC 4491 је спирална галаксија у сазвежђу Девица која се налази на NGC листи објеката дубоког неба.
Деклинација објекта је + 11° 29' 0" а ректасцензија 12h 30m 57,1s. Привидна величина (магнитуда) објекта NGC 4491 износи 12,6 а фотографска магнитуда 13,5. NGC 4491 је још познат и под ознакама UGC 7657, MCG 2-32-107, CGCG 70-140, VCC 1326, IRAS 12284+1145, PGC 41376.